# M1928 (танк)
Christie M1928 — американский скоростной лёгкий танк, разработки Джона Уолтера Кристи. Проектирование было начато Кристи в после неудачи с моделями M1919 и M1921. 
Кристи усовершенствовал и запатентовал свою подвеску в апреле 1928 года, утверждалось, что танк может развивать скорость 70 миль в час на колесах и 42 мили в час на гусеницах, при весе около 5 тонн, что обеспечивалось благодаря использованию тонкой листовой стали вместо брони и 300-сильного авиационного двигателя. Ему удалось в ноябре 1928 года проехать из Форт-Мида, Мэриленд, в Геттисберг, Пенсильвания, со средней скоростью 28 миль в час по сравнению с 10 милями при аналогичном испытании такна T1E1.
M1928 был впервые представлен публике 4 июля 1928 года. Кристи впоследствии стал называть новый танк M1940, чтобы показать, что он был на десятилетие более продвинутым, чем любой конкурент.
Момент для представления был выбран более чем удачный: в 1927 году Дуайт Дэвис Эйзенхауэр стал свидетелем британских экспериментальных механизированных сил в Олдершоте во время официального визита в Великобританию. По возвращении он поручил армии США провести аналогичные учения, и они начались летом 1928 года в Кэмп-Миде. Новые легкие танки T1E1 оказались надежными. Тем не менее, многие молодые офицеры-энтузиасты были обеспокоены тем, что они мало чем превосходили танки времен Первой мировой. Напротив, характеристики танка Кристи предлагали возможность избежать ужасов траншейной войны и техническую возможность мобильной наступательной войны.

## Особенности конструкции
- Ходовая система: четыре пары сдвоенных опорных катков с резиновыми бандажами, передними направляющими и задними ведущими колёсами, опорные катки были одинаковыми. Задняя колёсная пара была ведущей, на колесном ходу приводилась цепным приводом от ведущей звездочки, передняя пара опорных колёс была управляемой при движении на колёсном ходу.
- Подвеска: каждое колесо оснащалось мощной вертикально установленной пружиной, расположенной в туннеле между двумя бортовыми листами корпуса и связанной с катками через качающиеся рычаги. Данная схема впоследствии получила наименование «подвески Кристи» (или подвески «свечного» типа) и устанавливалась на многие виды бронетехники практически без изменений, например на советские танки Т-34 и британские крейсерские А34 «Comet».
- Бронирование: толщина бронирования танка Кристи составляла около 12,7-мм.
- Двигатель: 12-цилиндровый V-образный бензиновый двигатель Liberty L-12 мощностью 338 л. с. с жидкостным охлаждением. Запас топлива составлял 190 литров (50 галлонов).
- Экипаж: состоял из 3-х человек: водителя, командира машины и стрелка.
- Вооружение: состояло из двух 7,62-мм пулемётов Browning, один пулемет в носовой части (который мешал водителю) и другой на крыше в шкворневой установке.[1]
- Максимальная скорость: на колёсах — 120 км/ч и 67 км/ч на гусеницах.

Паттон продвигал танк M1928 Christie в кавалерию как альтернативу колесным бронированным машинам.
После испытаний, несмотря на множество замечаний, пехота и кавалерия остались довольны показанными этой машиной скоростными характеристиками и 22 августа 1929 года танковый комитет министерства обороны США рекомендовал принять М1928 на вооружение и включить его в текущую производственную программу.
В конце 1931 года Кристи создал улучшенную модель, названную М1931. Конструкция корпуса подверглась изменениям: уменьшена высота, переделана кормовая часть. Появилась цилиндрическая одноместная башня с 37-мм орудием и небольшой командирской башенкой.